# Ворончин
Ворончин (укр. Ворончин) — село в Доросиневской сельской общине Луцкого района Волынской области Украине.
До 2020 года входило в Рожищенский район.
Код КОАТУУ — 0724581001. Население по переписи 2001 года составляет 561 человек. Почтовый индекс — 45136. Телефонный код — 3368. Занимает площадь 3 км².

## Известные уроженцы
- Князь Святополк-Четвертинский, Влодзимеж Людвик Станислав (1837—1918) — польский повстанец 1863 года.